# Cruz do Espírito Santo
Cruz do Espírito Santo est une ville brésilienne de l'est de l'État de la Paraíba. Sa population était estimée à 15 281 habitants en 2007. La municipalité s'étend sur 196 km2.
Elle fait partie de la région métropolitaine de João Pessoa.